# Język sa’och
Język sa'och, także chung – silnie zagrożony wymarciem język z pearyckiej rodziny językowej używany w Kambodży, w prowincji Sihanoukville. W 2009 roku językiem mówiło zaledwie 10 osób w starszym wieku.